# Sätra, Åls distrikt
Sätra är en by och småort i Åls distrikt (Åls socken) i Leksands kommun.

## Historia
Byn omtalas redan på 1500-talet, på 1540-talet fanns här tre gårdar, 1668 sju gårdar. På 1920-talet fanns här 38 gårdar. Hos Långbergs Per Olof Persson i byn fanns då en lada som antogs härstamma från 1500-talet. Vid landsvägskanten finns en granithäll med "Leksand" inhugget på ena och "Ål 1904" på den andra. Stenen är en siktpunkt för yttersta sydöstliga spetsen av den utbuktning som gränsen för Leksands socken bildar runt Prästholmen. Genom byn passerar det nedlagda järnvägsspåret ned till Insjö hamn. Genom byn rinnerr Säterbäcken som mynnar i Insjön.

## Samhället
Byn består av villor, gårdar och ett mer radhuslikt område. Byn har en bygemenskap som driver en bystuga och som varje år har flera aktiviteter med bland annat majstångsresning, majbrasa och temafester.